# 流星オールナイト
「流星オールナイト」（りゅうせいオールナイト）は、キャプテンストライダムの楽曲。2005年3月24日にソニー・ミュージックアソシエイテッドレコーズ及び風待レコードからメジャー2ndシングル（通算3作目）として発売された。

## 解説
前作『マウンテン・ア・ゴーゴー・ツー』から約4ヶ月ぶりのリリース。
キャッチコピーは「未来は甘いか酸っぱいか!? 疾走感溢れる“胸キュン”青春ロックオマージュ!」。
本作はCD-EXTRA仕様となっており、「マウンテン・ア・ゴーゴー・ツー（Live at SHIMOKITAZAWA CLUB QUE 2004.12.04）」の映像が収録されている。

## 収録曲
| 全作詞・作曲: 永友聖也。 |                                                    |           |            |                                     |      |
| #                        | タイトル                                           | 作詞      | 作曲・編曲 | 編曲                                | 時間 |
| 1.                       | 「流星オールナイト」                               | 永友聖也  | 永友聖也   | キャプテンストライダム 久保田光太郎 | 4:49 |
| 2.                       | 「フランクフルト」                                 | 永友聖也  | 永友聖也   | キャプテンストライダム              | 3:42 |
| 3.                       | 「舟 (Live at SHIMOKITAZAWA CLUB QUE 2004.12.04)」 | 永友聖也  | 永友聖也   | キャプテンストライダム              | 5:35 |
| 合計時間:                | 合計時間:                                          | 合計時間: | 14:06      |                                     |      |

## 曲の解説
1. 流星オールナイト
テレビ東京系『JAPAN COUNTDOWN』2005年4月度エンディングテーマ。
ポップ・ナンバー[2]。バンドが上京後に最初に制作した楽曲で、2005年5月末から6月末あたりに制作された。歌詞は5パターンほど用意されている[3]。山下淳弘が監督を務めた映画作品『リアリズムの宿』の雰囲気と当時の永友自身の心境をピッタリと重なったことにより出来たとのこと[4]。
仮タイトルは「ポカリス」[5]。ちなみにこれはポカリスエットの宮崎弁である。タイトルは50個ほど候補があり、最終的に全員の意見をまとめた形で決められた[6]。
2ndアルバム『108DREAMS』にはイントロが一部カットされたアルバムヴァージョンで収録され、シングルヴァージョンはベスト・アルバム『ベストロリー』でアルバム初収録となった。
2. フランクフルト
NHK-FM『ミュージック・スクエア』4月・5月度オープニングテーマ。
2005年10月頃に制作されたファンク調の楽曲。タイトルは仮タイトルがそのまま使われたもの[6]。
歌詞に出てくる「百と八つの夢のリミックス」が、アルバム『108DREAMS』のタイトルの由来となっている[7]。
本作収録曲で唯一『ベストロリー』に収録されていない。
3. 舟 (Live at SHIMOKITAZAWA CLUB QUE 2004.12.04)
バンド初期の作品。1999年に参加した「RISING ROCK FES.」へと向うフェリーのデッキから真夜中海を眺めていた際に出来た楽曲。サウンドイメージは永友曰く「イカ釣り漁船に乗ったニール・ヤング」とのこと[4]。スタジオ音源は存在しない。
オリジナル・アルバム未収録で、ベスト・アルバム『ベストロリー』でアルバム初収録となった。

## 参加ミュージシャン
- 永友聖也 - ボーカル、ギター
- 梅田啓介 - ベース、コーラス
- 菊住守代司 - ドラムス、コーラス
- 久保田光太郎 - ギター（＃1）
- 浦清英 - フェンダー・ローズ（＃1）

## 収録アルバム
流星オールナイト
- 108DREAMS（album edit）
- ベストロリー
- 俺のスターアルバム inspired by 荒川アンダー ザ ブリッジ THE MOVIE（album edit）

フランクフルト
- 108DREAMS

舟 (Live at SHIMOKITAZAWA CLUB QUE 2004.12.04)
- ベストロリー

## ライブ映像作品
流星オールナイト
- LIVE IN SHIBUKO "BIG BAN BUZZ"

フランクフルト
- BAN BAN BAN（特典DVD）
- LIVE IN SHIBUKO "BIG BAN BUZZ"